# Orlat
Orlat (in ungherese Orlát, in tedesco Winsberg) è un comune della Romania di 3153 abitanti, ubicato nel distretto di Sibiu, nella regione storica della Transilvania.
Orlat fu la sede del primo reggimento di guardie di frontiera romeno, formato su decreto dell'Imperatrice Maria Teresa d'Asburgo del 15 aprile 1762.